# Baračka
Baračka (mađ. Nagybaracska) je selo u jugoistočnoj Mađarskoj.
Zauzima površinu od 34,64 km četvornih.

## Zemljopisni položaj
Nalazi se nedaleko od Baje, na 46°03' sjeverne zemljopisne širine i 18°54' istočne zemljopisne dužine.

## Upravna organizacija
Upravno pripada Bajskoj mikroregiji u Bačko-kiškunskoj županiji. Poštanski broj je 6527.
Romska manjina u selu Baračkoj ima svoju samoupravu.

## Stanovništvo
U Baračkoj živi 2473 stanovnika (2002.). Mađari su većina. Roma je 0,5%, Nijemaca je 0,3%, Srba je 0,2% te ostalih. Rimokatolika je više od 91%, kavlinista je 1,5%, luterana je 0,2%, grkokatolika je 0,2% te ostalih.

U Baračkoj žive i Hrvati.

## Vanjske poveznice
- Nagybaracska Községi Önkormányzat Hivatalos Honlapja
- Baračka na fallingrain.com
- Glasnik br. 18/2005.  Arhivirana inačica izvorne stranice od 6. lipnja 2007. (Wayback Machine) (PDF)